# Sterna paradisaea
La sterna codalunga o sterna artica (Sterna paradisaea Pontoppidan, 1763), è un uccello della sottofamiglia Sterninae nella famiglia Laridae.

## Descrizione
Ha il becco e le zampe rosse, la testa nera e il resto del corpo grigio chiaro.

### Dimensioni
- Lunghezza: 28–39 cm [3]
(di cui 11–15 cm forca della coda)
- Peso: 90-120 g

### Uova

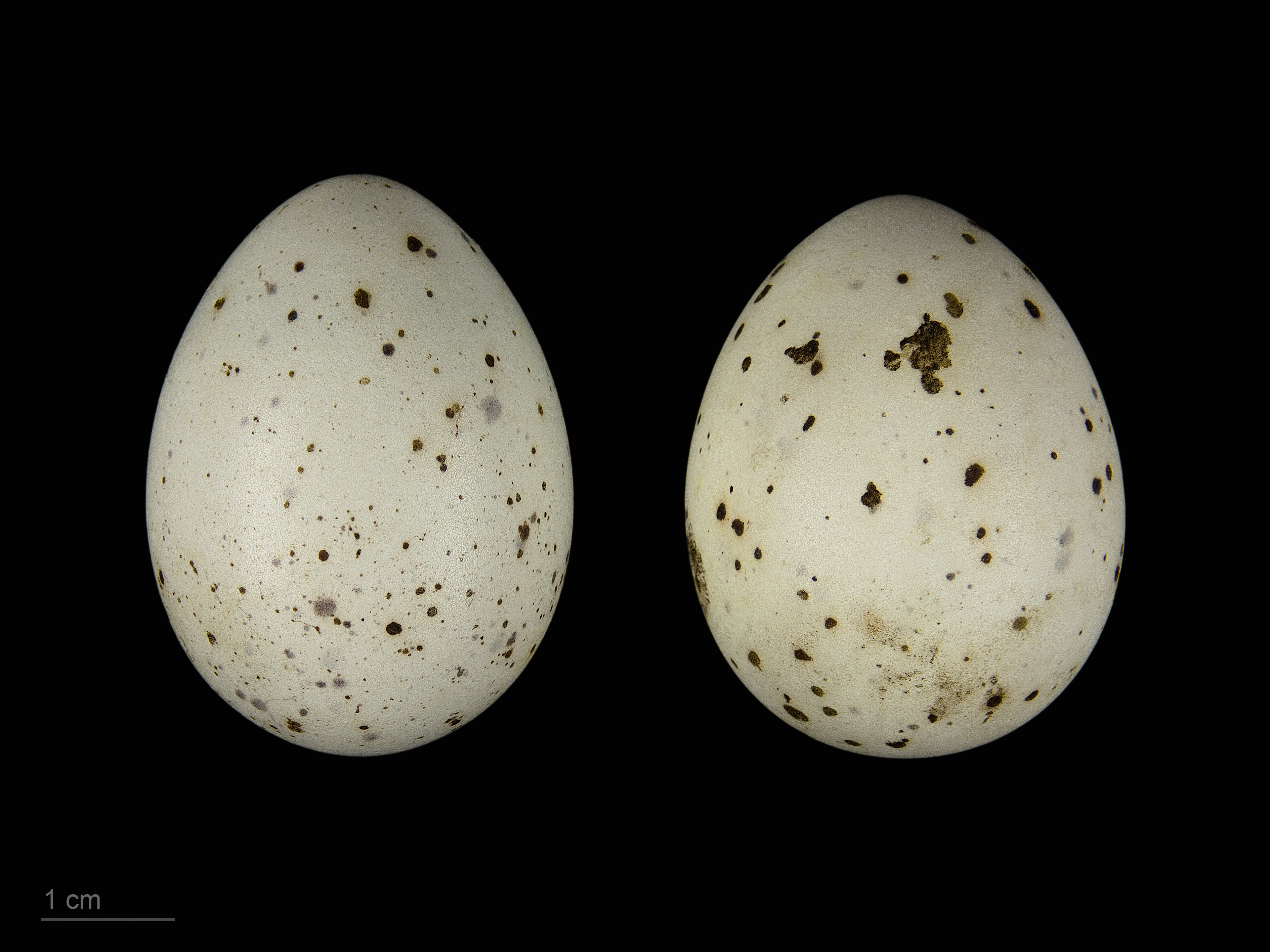
Sterna paradisaea

- Dimensioni

## Biologia
Cova in colonie, anche su prati. Durante la cova attacca qualsiasi intruso minacciando di beccarlo.

## Distribuzione e habitat
È diffusa nel periodo di riproduzione (maggio-ottobre) sulle coste europee dell'Oceano atlantico e sverna in Sudafrica e in Antartide, compiendo un lunghissimo viaggio migratorio: secondo uno studio svolto da Carsten Egevang assieme ad altri studiosi di diversi enti, nel corso di una vita media di 29 anni una Sterna paradisaea può arrivare a spostarsi per tanti chilometri quanti ne occorrono per andare dalla terra alla luna per sei volte (2.400.000 km), giungendo a compiere fino a 91.000 km di migrazione ogni anno (anche se, mediamente - soltanto - 70.000 km) tra andata e ritorno, oltre due volte il giro della Terra.